# Джеймс Лінд
Джеймс Лінд (англ. James Lind; 4 жовтня 1716, Едінбург — 13 липня 1794, Госпорт) — шотландський лікар і дослідник, відомий насамперед експериментом із попередження цинги.
Народився в Едінбурзі в родині торгівців, виховувався разом зі старшою сестрою. Освіту здобув у середній школі Едінбурга.
З 1731 року навчався медицині у доктора Джорджа Ленглендса.
З 1739 служив у британському військово-морському флоті, спочатку у Середземному морі, а потім в Атлантиці.
У 1747 році, під час Війни за австрійську спадщину на борту фрегата «Солсбері» посеред Біскайської затоки Лінд влаштував експеримент. Шість груп хворих на цингу моряків він харчував по-різному. Одужати (до того ж за рекордні п'ять днів) вдалося лише двом морякам, які щодня їли лимони.
Результати експерименту Лінд узагальнив у 1753 році в «Трактаті про цингу». Але британське Адміралтейство не бачило необхідності виявляти «надмірну турботу» про команди кораблів і до порад Лінда не прислухалося.
Лінд залишив службу на флоті і зосередився на науковій діяльності. Його докторська дисертація була присвячена дослідженню венеричних захворювань.
Зрештою він отримав ліцензію на практику в рідному Единбурзі.
Помер у Госпорті (Гемпшир). Похований на цвинтарі Святої Марії у Порчестері.

## Експеримент
Цинга - захворювання, яке виникає внаслідок нестачі вітаміну С (однак за часів життя Джеймса Лінда про концепт вітамінів ще не було відомо).
В середині 18 століття цинга була досить поширеним захворюванням та спричиняла багато смертей, особливо серед моряків, власне тому Джеймс Лінд, який на той час займав посаду хірурга на кораблі "Солсбері" мав достатньо можливостей для того аби спостерігати за перебігом хвороби та формувати припущення щодо її причин і можливих способів лікування. В результаті тривалих спостережень він відкинув поширені на той час уявлення про спадковий, та інфекційний характер цинги, та сформував гіпотезу про те, що причинами захворювання можуть бути вологе повітря та дієта. Через вісім тижнів проведених у морі та після того, як цинга почала забирати життя моряків, він вирішує перевірити свої здогадки шляхом проведення експерименту. 
20 травня 1747 року Джеймс Лінд провів перше в історії контрольоване дослідження. Він відібрав 12 хворих на цингу осіб, ступінь тяжкості захворювання яких був практично однаковим, та розділив їх на групи по двоє. Всі піддослідні були розміщені в окремому місці на кораблі, отримували ідентичне харчування за винятком окремого додаткового призначення для кожної з шести груп, а саме:
- Перша група отримувала  по кварті сидру щодня

- Друга група отримувала по двадцять п'ять крапель купоросного еліксиру (розбавленої сірчаної кислоти) тричі на добу

- Третя група отримувала по дві ложки оцту тричі на добу

- Четверта група приймала морську воду

- П'ята група отримувала по два апельсини і одному лимону кожного дня

- Шоста група отримувала мускатний горіх

Лікування п'ятої групи тривало всього впродовж шести днів, оскільки запаси цитрусових на кораблі було вичерпано, однак цього виявилося достатньо для їх видужання та покращення самопочуття. В результаті проведеного експерименту Джеймс Лінд підсумував, що найкращого ефекту у лікуванні пацієнтів з цингою було досягнуто саме в групі, яка отримувала цитрусові. Один з моряків був на його думку готовий приступити до виконання службових обов'язків вже на шостий день, а інший - продемонстрував найкращий результат з-поміж усіх і настільки добре себе почував, що був приставлений у якості санітара до інших учасників експерименту. Джеймс Лінд навіть припустив, що, можливо, апельсини можуть бути більш дієвим, аніж лимони, однак, швидше за все, їх комбінація є оптимальною для досягнення лікувального ефекту.
Варто зазначити, що здатність цитрусових попереджати та лікувати цингу була відома і до експерименту Джеймса Лінда, зокрема цілющі ефекти були визнані у 1497 році Васко да Гамою, згодом у 1593 році Річардом Хокінсом, та в 1614 році Джоном Вудаллом, який рекомендував у своєму посібнику «Помічник хірурга» споживати лимони, лайми, апельсини і тамаринди.
Ключовим аспектом експерименту, проведеного Джеймсом Ліндом було те, що попри відносно невеликий розмір вибірки, який становив всього дванадцять осіб, розділених на шість груп по двоє в кожній, йому вдалося належним чином "стандартизувати" умови відбору учасників та власне проведення дослідження наскільки це було можливо на той час. Були відібрані моряки з однаковим ступенем тяжкості захворювання, умови утримання та харчування були однаковими для учасників, за винятком спеціальних дієтичних добавок, введених Джеймсом Ліндом. Згодом він зібрав дані з інших кораблів та подорожей для того аби підтвердити гіпотезу про ефективність цитрусових у лікуванні цинги та зробити відповідний висновок про "ефективність цих фруктів досвідом інших". Окрім цього, він також спирався на звіти, які були надіслані йому членами Товариства військово-морських хірургів, що дозволило йому здійснити певного роду систематичний огляд наявних даних по темі.
Слабким місцем експерименту Джеймса Лінда було те, що шість «потенційних» методів лікування, які він порівнював, ймовірно, були відібрані емпіричним шляхом з тих, яким на той час корабельні хірурги віддавали перевагу. Немає жодних вказівок на те, що його вибір був зумовлений якимись іншими міркуваннями. Власне експеримент був успішним тому, що один із «засобів» містив вітамін С, тоді як інші п'ять не містили.
Результати власного експерименту Джеймс Лінд використав аби сформувати рекомендації щодо попередження виникнення цинги серед моряків. Він виклав їх у "Трактаті про цингу", який було опубліковано у 1753 році в Единбурзі, де він представив збалансовану і ретельно аргументовану оцінку уявлень про походження, природу та лікування цинги. На жаль, на те аби взяти до уваги рекомендації Джеймса Лінда і зробити цитрусові невід'ємною частиною раціону моряків, Королівському флоту Великої Британії знадобилося сорок два роки, однак після цього цингу було остаточно подолано і викорінено з її рядів.
Беручи до уваги те, що цитрусові здатні швидко псуватися та не завжди можуть бути доступними для купівлі залежно від локацій та сезону, Джеймс Лінд запропонував також використовувати натомість екстракти або концентрати апельсинового та лимонного соку. Однак, ця пропозиція не була дієвою, оскільки внаслідок процесу кип'ятіння вітамін С руйнувався і очікуваного ефекту відповідно не виникало. 
Джеймс Лінд присвятив "Трактат про цингу" лорду Енсону, оскільки власне звіт про його навколосвітню подорож, який було опубліковано у 1748 році, став причиною виникнення інтересу до даного захворювання у Лінда. За підрахунками, щонайменше 380 з 510 членів екіпажу одного з кораблів Енсона загинули внаслідок цинги. Коли Джеймс Лінд почав ознайомлюватися з наявною літературою на тему цинги, він усвідомив, що єдині задокументовані описи випадків цієї хвороби належать морякам і лікарям, які однак ніколи не бували в морі. Джеймс Лінд писав: «Дійсно, перш ніж висвітлити цю тему в ясному і правильному світлі, необхідно було прибрати багато сміття».
Окрім рекомендацій в "Трактаті про цингу" Джеймс Лінд також зазначив власну "теорію хвороби". Він був переконаний, що причиною виникнення цинги є не окремо дієта, а саме проблеми з травленням та виведенням. Нормальне функціонування організму відбувається за умови харчування різноманітною їжею. За таких умов організм розщеплює їжу на дрібні частинки, які будуть використанні для потреб організму і згодом виведені. За умови порушення нормальних процесів травлення та виведення продуктів розпаду, зокрема шляхом потовиділення, на думку Джеймса Лінда, шкідливі речовини накопичуються в організмі, отруюючи його та спричиняючи процеси гниття, що відображається у клінічній картині цинги - появі неприємного запаху з рота, кровоточивості ясен, утворенню виразок на шкірі. 
В третьому виданні "Трактату про цингу", який було опубліковано у 1772 році, Джеймс Лінд у післямові додав зміст чотирьох томів спостережень, які він ретельно проводив у госпіталі в Хасларі. За перші два роки діяльності в Хасларі він побачив 1146 випадків цинги з 5743 пацієнтів, а під час Семирічної війни (1756-1763) він говорив, що досить часто відвідував по 300-400 пацієнтів хворих на цингу на день. Це зумовило згодом зміни в його теорії про цингу відповідно до результатів розтинів і лабораторних експериментів зі згустками крові, що відображали «запальну природу» хвороби. Вже тоді Джеймс Лінд вирішив не стверджувати, що цинга є «гнильною» хворобою, і усвідомив, що подібне визначення є незадовільним. На підставі власних спостережень Джеймс Лінд змінив власну ж теорію щодо цинги.